# خانه حاج ارباب
خانه حاج ارباب مربوط به دوره قاجار است و در شهرستان آران و بیدگل، بخش مرکزی، دهستان سفید دشت، بلوار اصلی روستای علی‌آباد کوچه مسجد جامع، روبروی خانه امین واقع شده و این اثر در تاریخ ۲۲ آبان ۱۳۸۶ با شمارهٔ ثبت ۲۰۰۰۲ به‌عنوان یکی از آثار ملی ایران به ثبت رسیده است.